# Noyon (geslacht)
De familie Noyon stamt uit Frankrijk. De naam van deze hugenotenfamilie komt voor het eerst in 1643 in Utrecht voor.

## Familiewapen
Op het wapen staat een notenboom (Frans:noyer). In de Armoire Général van 1861 wordt het wapen door Rietveld vermeld. De familie Noyon bezit een houten wapenbord met het alliantiewapen Noyon - Terpstra uit 1782, gemaakt ter gelegenheid van het huwelijk van Petrus Simeon en Remelia Terpstra.

## Bekende Noyons

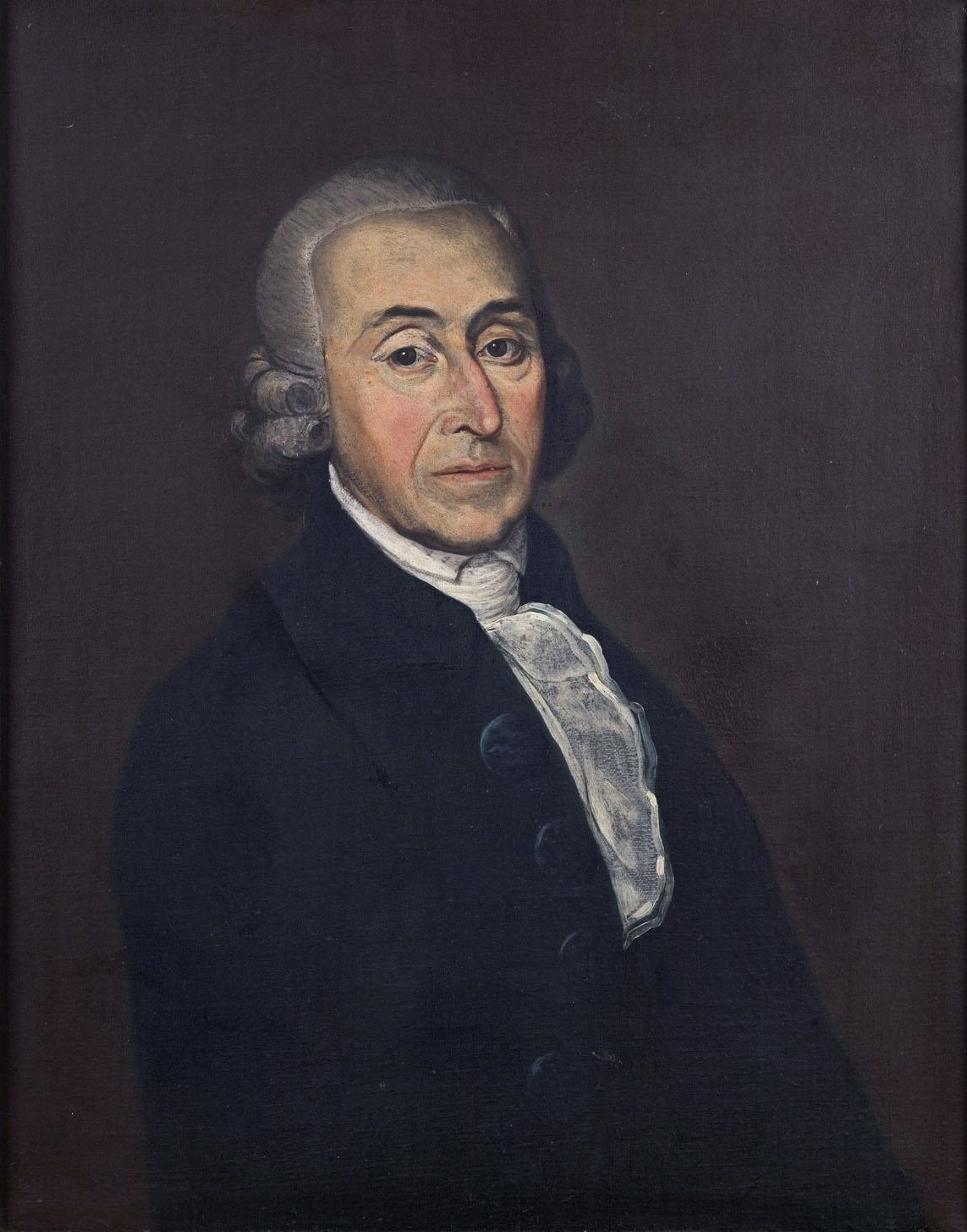
Joseph Noyon, ± 1790

Anthony Noyon trad in 1643 in Utrecht in het huwelijk met Annichen Sickes. Hij overleed op 21 december 1685. Hun oudste zoon Anthony (1644-1704) en zijn echtgenote Josine Bonte vestigden zich in Sneek. Zij kregen twee zonen, Joseph en de zes jaar jongere Simeon
- Petrus (ook Pytter) Noyon (1707–1760) was getrouwd met Antie (Antje) Thomas Gongrijp. Petrus was textielfabrikant, net als zijn enige zoon Joseph. Hij woonde op huis De Swaen op het Grootzand.
- Joseph Noyon (1737-1796) was getrouwd met Geertruida Munniks (1732-1808). Hij was koopman en regent in Sneek.
- Petrus Simeon Noyon (1761–1848), trouwde in 1782 met Remelia Terpstra en in 1816 met de weduwe Trijntje Heslinga. Hij vocht mee in de Tiendaagse Veldtocht. In 1816 werd hij plaatsvervangend rechter, van 1809-1823 was hij notaris in Sneek en in 1822 ook 'regent over de gevangenishuizen'. In 1823 werd hij ontvanger der belastingen, later vicepresident van het Hof te Amsterdam
- Mr. Tarquinius Johannes Noyon (1848–1929), jurist, procureur-generaal van de Hoge Raad der Nederlanden, gehuwd met Louize Catharina Elizabeth van Valkenburg.
- Tarquinius Johannes Noyon (1950), beeldhouwer